# Sicya sublimaria
Sicya sublimaria là một loài bướm đêm trong họ Geometridae.